# Parakeelya composita
Parakeelya composita är en källörtsväxtart som först beskrevs av Christian Gottfried Daniel Nees von Esenbeck, och fick sitt nu gällande namn av M.A. Hershkovitz. Parakeelya composita ingår i släktet Parakeelya och familjen källörtsväxter. Inga underarter finns listade i Catalogue of Life.